# Kasteel Klaverblad

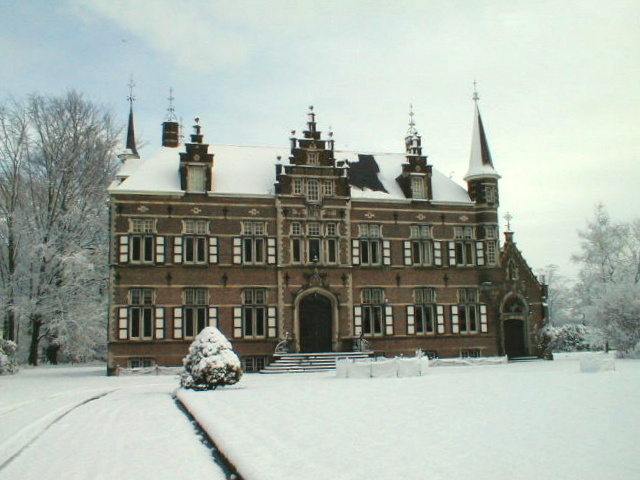
Kasteel Klaverblad

Kasteel Klaverblad is een kasteel in de tot de gemeente Antwerpen behorende plaats Wilrijk, gelegen aan Klaverbladdreef 60.

## Geschiedenis
In 1577 werd voor het eerst melding gemaakt van een huis van plaisantie, dat nogal wat verschillende eigenaren heeft gekend en ook diverse malen is verbouwd, zoals in 1678-1695 en in de 18e eeuw.
In 1904 werd het domein aangekocht door Gonzague Moretus Plantin de Bouchout. Deze liet het kasteel slopen en een nieuw kasteel bouwen in Vlaamse neorenaissancestijl, naar ontwerp van Eugène Geefs.

## Gebouw
Het domein bestaat uit een park met daarin, op een omgracht terrein, een rechthoekig kasteeltje in Vlaamse neorenaissancestijl, dat het familiewapen van Moretus Plantin de Bouchout draagt met de wapenspreuk: Labore et Constantia (werk en samenhang). Het kasteel omvat ook een neogotische kapel.
Enkele bijgebouwen (koetshuis, paardenstallen, dienstwoning) zijn 18e-eeuws.